# Philiris geluna
Philiris geluna är en fjärilsart som beskrevs av Hans Fruhstorfer. Philiris geluna ingår i släktet Philiris och familjen juvelvingar. Inga underarter finns listade i Catalogue of Life.